# Livramento de Nossa Senhora
Livramento de Nossa Senhora là một đô thị thuộc bang Bahia, Brasil. Đô thị này có diện tích 2267,021 km², dân số năm 2007 là 40709 người, mật độ 18 người/km².